# Comuna Runivșciîna
Runivșciîna (în ucraineană Рунівщина) este o comună în raionul Poltava, regiunea Poltava, Ucraina, formată din satele Fîsunî, Havrîlkî, Hlobî, Karnauhî, Runivșciîna (reședința), Seahailî și Uleanivka.

## Demografie
Componența lingvistică a comunei Runivșciîna
     Ucraineană (94,15%)
     Rusă (5,37%)
     Alte limbi (0,38%)
Conform recensământului din 2001, majoritatea populației comunei Runivșciîna era vorbitoare de ucraineană (94,15%), existând în minoritate și vorbitori de rusă (5,37%).